# نیروی هوایی جیبوتی
نیروی هوایی جیبوتی به اختصار (DAF) (به فرانسوی: Forces Aériennes Djiboutiennes‎)، (به سومالیایی: Ciidanka Cirka Jabuuti) نیروی هوایی جیبوتی است. نیروی هوایی جیبوتی پس از استقلال آن کشور در ۲۷ ژوئن ۱۹۷۷ (۶ تیرماه ۱۳۵۶ خورشیدی) به عنوان بخشی از نیروهای مسلح جیبوتی پایه‌گذاری شد. وظایف آن در زمان صلح، نظارت بر فضای هوایی، گشت مرزی، پروازهای شناسایی، و پشتیبانی از نیروهای زمینی و همچنین کمک به عملیات غیرنظامی در مواقع اضطراری ملی است. اولین هواپیما شامل سه فروند هواپیمای ترابری نورد ان۲۵۰۱ و همچنین یک هلیکوپتر فرانسوی آئروسپاسیال آلوئت ۲ بود.
DAF موظف است از حریم هوایی کشور جیبوتی محافظت نموده و به نیروهای زمینی آن کشور کمک نماید.

## تاریخچه

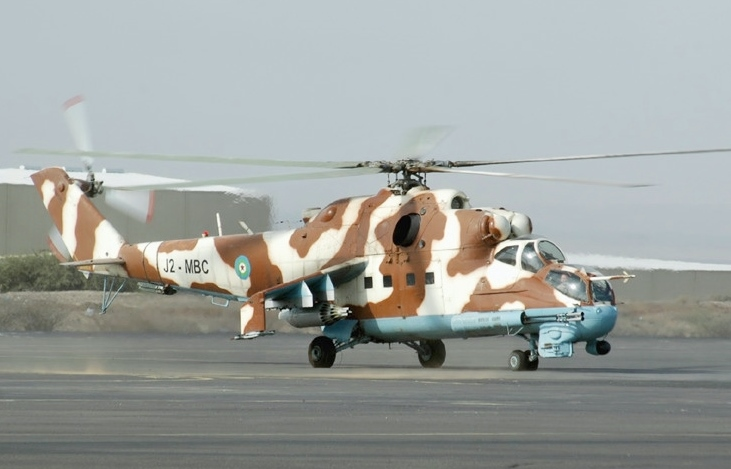
یک فروندمیل می-۳۵ نیروی هوایی جیبوتی در حال تاکسی

## هواگردها
| هواگرد            | مبدا ساخت           | ماموریت          | گونه      | تعداد در حال خدمت | توضیحات                 |        |
| ترابری            | ترابری              | ترابری           | ترابری    | ترابری            | ترابری                  | ترابری |
| ----------------- | ------------------- | ---------------- | --------- | ----------------- | ----------------------- | ------ |
| شیان ام‌ای۶۰       | چین                 | ترابری           | MA60H-500 | ۲                 |                         |        |
| سسنا ۲۰۸          | ایالات متحده آمریکا | ترابری/چندمنظوره |           | ۳                 |                         |        |
| شورت سی-۲۳ شرپا   | بریتانیا            | ترابری           |           | ۲                 | former US Army aircraft |        |
| لت-۴۱۰            | جمهوری چک           | ترابری           |           | ۲                 |                         |        |
| بالگردها          |                     |                  |           |                   |                         |        |
| میل-۸             | روسیه               | ترابری/چندمنظوره |           | ۲                 |                         |        |
| میل -۲۴           | روسیه               | بالگرد تهاجمی    | Mi-35     | ۲                 |                         |        |
| هاربین زد-۹       | چین                 | چندمنظوره        |           | ۱                 |                         |        |
| یوروکوپتر ای‌اس۳۵۵ | فرانسه              | چندمنظوره        |           | ۱                 |                         |        |
| یوروکوپتر ای‌اس۳۶۵ | فرانسه              | چندمنظوره        |           | ۵                 |                         |        |
| پهپادها           |                     |                  |           |                   |                         |        |
| بیرقدار تی‌بی۲     | ترکیه               | پهپاد رزمی       |           |                   |                         |        |

### هواپیماهای بدون سرنشین
جیبوتی دارای پهپادهایی با ماموریت‌های مختلف از جمله حمله، مراقبت و شناسایی است. در سال ۲۰۲۲، جیبوتی تعداد نامشخصی پهپادهای بیرقدار تی‌بی۲ را از ترکیه خریداری نمود.